# Lithocarpus paniculatus
Lithocarpus paniculatus là một loài thực vật có hoa trong họ Cử. Loài này được Hand.-Mazz. mô tả khoa học đầu tiên năm 1922.